# Ґольце (Західнопоморське воєводство)
Ґольце (пол. Golce, нім. Neugolz) — село в Польщі, у гміні Валч Валецького повіту Західнопоморського воєводства.
Населення — 269 осіб (2011).
У 1975-1998 роках село належало до Пільського воєводства.

## Демографія
Демографічна структура станом на 31 березня 2011 року:
|          | Загалом | Допрацездатний вік | Працездатний вік | Постпрацездатний вік |
| -------- | ------- | ------------------ | ---------------- | -------------------- |
| Чоловіки | 131     | 18                 | 99               | 14                   |
| Жінки    | 138     | 29                 | 82               | 27                   |
| Разом    | 269     | 47                 | 181              | 41                   |